# Altostratus undulatus
L'altostratus undulatus è una varietà di nubi altostrato caratterizzate dalla presenza di ondulazioni. Queste ondulazioni possono apparire visibili (normalmente come basi ondulate), ma più spesso non risultano percepibili ad occhio nudo.

## Descrizione
Queste formazioni di solito compaiono nelle fasi iniziali dei flussi di destabilizzazione primaverili sopra le grandi pianure, quando la temperatura superficiale del terreno è ancora relativamente fredda. Le strisce di nubi ondulate compaiono in genere in prossimità di una superficie di inversione.
Alcune varianti dell'undulatus possono risultare dalla fusione di elementi più semplici o dallo stiramento di nubi nel cielo a causa del vento. In genere si muovono in modo parallelo, ma possono anche intersecarsi nel cielo, specialmente quando si è in presenza di un doppio sistema ondulato (in questo caso chiamato anche biundulatus). Le onde di gravità normalmente allineate lungo la direzione del vento, possono mostrare grandi strisce di nubi quasi parallele.